# Саня Атанасовска
Саня Атанасовска (на македонска литературна норма: Сања Атанасовска) е северномакедонска журналистка и поетеса. 

## Биография
Родена е на 21 декември 1985 година в Куманово, тогава в Социалистическа федеративна република Югославия. Завършва журналистика и работи като журналистка. Авторка е на стихосбирките „Писмото на десетте пръста“ (2015), „Тапия от живота“ (2017), книга, която има само електронен вариант и е издадена от фондация „Македоника“, „Стъклена градина“ (2017), книга, която освен печатна има и аудио версия, и „Шафране мой” (2019).
Носителка е на наградите „Лесновски дзвона“ за стихосбирката си „Писмото на десетте пръста“ и „Караманов“ за книгата си „Стъклена градина“.
В 2017 година печели трето място на литературния фестивал „Панонски галеб“ в Суботица, Сърбия. В 2019 година Атанасовска е на литературна резиденция в Цетине, Черна гора. Публикува поезия в няколко чуждестранни списания.